# Deutério (senador)
Deutério (em latim: Deuterius) foi um senador romano da classe homem espectável (vir spectabilis). Diz-se que faleceu aos 79 anos e que foi enterrado em Roma. Possivelmente foi o pai de Diviniana, uma donzela ilustríssima (clarissima puella).